# Lac Pfister
Lac Pfister är en sjö i Kanada.   Den ligger i regionen Mauricie och provinsen Québec, i den östra delen av landet, 400 km norr om huvudstaden Ottawa. Lac Pfister ligger 435 meter över havet. Arean är 1,9 kvadratkilometer. Den sträcker sig 2,5 kilometer i nord-sydlig riktning, och 2,2 kilometer i öst-västlig riktning.
I omgivningarna runt Lac Pfister växer i huvudsak barrskog. Trakten runt Lac Pfister är nära nog obefolkad, med mindre än två invånare per kvadratkilometer.